# Kirby Puckett
Kirby Puckett (Chicago, 14 marzo 1960 – Phoenix, 6 marzo 2006) è stato un giocatore di baseball statunitense che ha giocato nel ruolo di esterno per tutta la carriera con i Minnesota Twins della Major League Baseball (MLB). È stato introdotto nella National Baseball Hall of Fame nel 2001 al suo primo anno di eleggibilità.

## Carriera
Puckett debuttò nella MLB l'8 maggio 1984 contro i California Angels, battendo 4 volte su 5 turni in battuta e segnando un punto. Quell'anno, Puckett ebbe una media battuta di .296 e si classificò quarto nell'American League in singoli. Nel 1985, Puckett batté con una media di .288 e finì al quarto posto nella lega in valide e terzo in tripli. Nel corso della sua carriera, Puckett apparve regolarmente tra i primi dieci nell'American League in diverse categorie statistiche, come turni in battuta, singoli, doppi e basi totali, e in quelle difensive come putout, assistenze e fielding percentage per gli esterni centro.
Nel 1986, Puckett iniziò ad emergere come più di un battitore di singoli. COn una media battuta di .328 fu convocato per il suo primo All-Star Game e chiuse l'annata settimo in doppi, sesto in fuoricampo, quarto in colpi da extra base, terzo in media bombardieri e secondo in punti segnati, valide, basi totali e turni in battuta. Per le sue prestazioni in difesa fu premiato col suo primo Guanto d'oro.

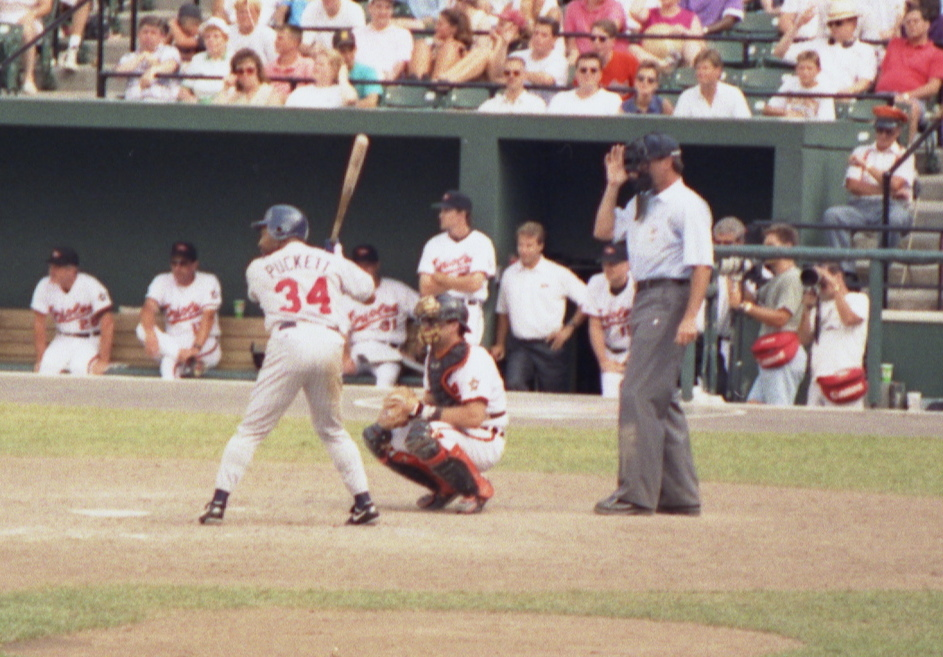
Puckett in battuta in allenamento nel 1993

Nel 1987, i Twins raggiunsero i playoff per la prima volta dal 1970, vincendo in sette partite le World Series contro i favoriti St. Louis Cardinals, dove Puckett tenne una media battuta di .357. A livello statistico, la sua migliore stagione in carriera fu quella del 1988, in cui batté con .356, con 24 fuoricampo e 121 punti battuti a casa (RBI), finendo terzo nel premio di MVP dell'American League.
Nelle World Series 1991 vinse il suo secondo anello di campione, quando i Twins batterono gli Atlanta Braves per 4-3. Per il resto della sua carriera la squadra non avrebbe più raggiunto i playoff. Nel 1994, la sua ultima stagione completa, guidò la lega con 112 RBI. Stava giocando ad alti livelli anche nel 1995 quando un lancio di Dennis Martínez gli ruppe la mascella. Il 28 marzo 1996, Puckett si svegliò non riuscendo a vedere dal suo occhio destro. Analisi rivelarono la presenza di un glaucoma e dopo tre operazioni apparve chiaro che non avrebbe più recuperato pienamente la vista, costringendolo al ritiro. In quel momento, la sua media battuta in carriera di .318 era la migliore della storia dell'American League dai tempi di Joe DiMaggio.
Nel 1999, The Sporting News inserì Puckett all'86º posto nella classifica dei migliori cento giocatori di tutti i tempi Questi morì nel 2006 a causa di un ictus, cinque anni dopo essere stato introdotto nella Hall of Fame, all'età di 45 anni. I Twins ritirarono il suo numero di maglia ed eressero una statua in sua memoria all'esterno del Target Field nel 2010.

## Palmarès

### Club
- World Series: 2

Minnesota Twins: 1987, 1991

### Individuale
- MVP dell'American League Championship Series: 1

1991
- MLB All-Star: 10

1986-1995
- MVP dell'All-Star Game: 1

1993
- Guanti d'oro: 1

1986–1989, 1991, 1992
- Silver Slugger Award: 6

1986–1989, 1992, 1994
- Miglior battitore dell'American League: 1

1989
- Leader dell'American League in punti battuti a casa: 1

1994
- Numero 34 ritirato dai Minnesota Twins